# Acsoliföldi felkelés
Az acsoliföldi felkelés (angolul Lord's Resistance Army insurgency) Uganda területén jelenleg is zajló konfliktus, mely 1987-ben kezdődött. A Az Úr Ellenállási Hadserege (Lord Resistance Army, LRA) egy felkelő csoport, mely Észak-Ugandában működik, de jelen van Dél-Szudánban és Kelet-Kongóban is. A mozgalmat Joseph Kony irányítja, aki Isten szóvivőjének kiáltotta ki magát. Az LRA célja Yoweri Museveni vezette ugandai kormány megdöntése és egy teokratikus állam megalapítása, Uganda egyik népcsoportja: az acsoliaiak tradícióinak megfelelően. Afrika egyik legrégebb óta tartó konfliktusáról van szó.
Az Úr Ellenállási Hadserege az alapvető emberi jogokat nem tiszteli, beleértve a kínzásos vallatást, a foglyok megcsonkítását, a nemi erőszakot, emberrablást a civilek közül, gyermekkatonák bevetését és a lakosság mészárlását.
1986 januárjában az acsoli etnikai csoport vezetője Tito Okello elnök hatalmát megdöntötte a Délnyugat-Uganda Nemzeti Ellenállási Hadsereg (National Resistance Army, NRA) egy felkelést, zűrzavart követően. Az acsoliaiak féltek a nemzeti hadsereg addigi hatalmának gyengülésétől, őket mélyen érintette, hogy a Nemzeti Ellenállási Hadsereg brutálisan megtorolta a lázadók elleni intézkedéseket.

## A felkelés rövid története 1987-től 1994-ig
1987 januárjában Joseph Kony mint spirituális vezető lépett elő a tömegből. Az Ugandai Hadsereg parancsnoka, Odong Latek meggyőzte Joseph Konyt, hogy vegye át a hagyományos gerilla taktikákat, elsődlegesen a civil célpontokra és falvakra mért meglepetésszerű rajtaütéseket. Az LRA alkalmanként nagy méretű támadásokat hajtottak végre, kihangsúlyozva, hogy a kormány képtelen a lakosság védelmére.
1991 márciusában elkezdődött az "északi hadművelet", mely egyesített erőket jelent az LRA ellen. Az északi hadművelet részeként az acsoli Betty Oyella Bigombe, aki a világbank tanácsadója és Uganda minisztere létrehozta az "Arrow Groups"-t, a helyi védelem egy új csoportját.

## Egy nemzetközi konfliktus 1994-től 2002-ig
Két hétre rá, hogy Museveni ultimátumot küldött 1994. február 6-án, arról tudósítottak, hogy LRA katonák átlépték az északi határt és bázisokat építettek ki Szudán déli részén a khartoumi kormány jóváhagyásával. Szudán segély volt a válasz az ugandaiak fele, a lázadó SPLA polgárháborúban harcolt az ország déli részén.

## Háborús előkészületek 2008-tól

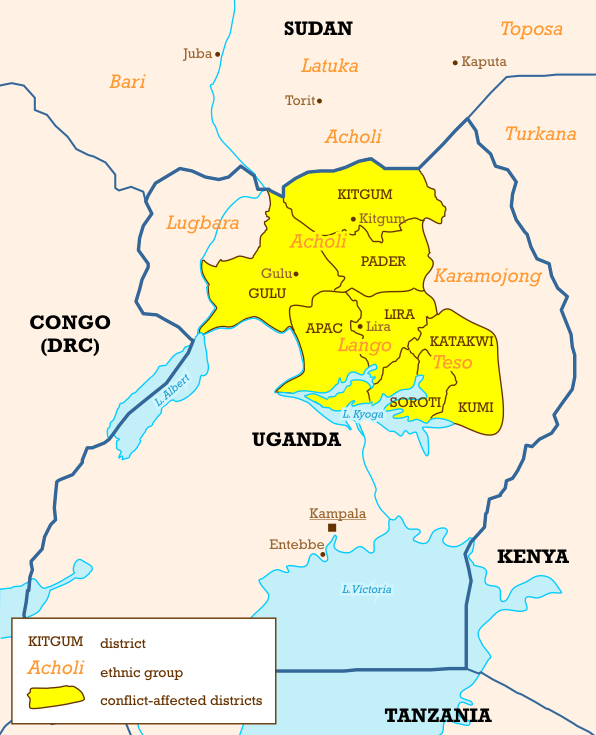
A konfliktus helyszíne sárga színnel jelezve

2008 júniusában diplomaták jelentették, hogy Az Úr Ellenállási Hadserege új fegyvereket vásárolt és új katonákat képzett ki. A hatalom által, mint általában 1000 újonc került a már meglévő 600 fegyveres mellé. Ezalatt az idő alatt Uganda, Dél-Szudán és Kongó megegyeztek a tervben, hogy együtt zúzzák szét a növekvő mozgalmat. Egy dél-szudáni miniszter az állította, hogy a felkelők 2008. június 7-én kezdték a háborút 14 katona meggyilkolásával.

## Film
Az acsoliföldi felkelésről készített filmet 2011-ben Marc Forster. A film címe Géppisztolyos prédikátor, a főszerepet Sam Childers karakterét Gerard Butler (Széles László) alakította.